# Chorał

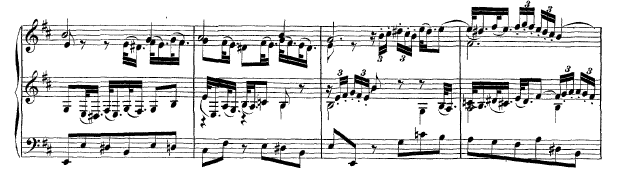
fragment chorału Jana Sebastiana Bacha

Chorał (z łac. choralis - chóralny):
1. Chorał gregoriański – liturgiczny jednogłosowy śpiew w kościele rzymskokatolickim. Nazwa pochodzi od papieża Grzegorza I (koniec VI w.), który miał śpiewy te zebrać i uporządkować.  Melodie chorału stanowiły podstawę (cantus firmus) wielogłosowej muzyki średniowiecznej[1][2][3].
2. Chorał luterański, protestancki – śpiewy wprowadzone w XVI w. przez Marcina Lutra do kościoła ewangelickiego, czerpane z religijnych i świeckich pieśni ludowych. Chorał luterański charakteryzował się prostą linią melodyczno-rytmiczną. Tekst ch. pisano w języku ojczystym, przez co był bardziej zrozumiały dla wiernych. W twórczości wielu kompozytorów niemieckich, szczególnie Bacha i Buxtehudego, spotyka się różne wielogłosowe opracowania chorału protestanckiego: fantazje, przygrywki, kantaty, preludia i inne[1][2][3]
3. Chorał – utwór Józefa Nikorowicza do pieśni Z dymem pożarów.